# La Viña (departamento)
Departamento La Viña é um departamento da província de Salta, na Argentina.